# Château de Vaubadon
Le château de Vaubadon est une demeure du XVIIIe siècle du département du Calvados, inscrite au titre des Monuments historiques en 2012.

## Localisation
Le château de Vaubadon est situé sur le territoire de l'ancienne commune de Vaubadon, dans le département du Calvados, devenue le 1er janvier 2016 une commune déléguée au sein de la commune nouvelle de Balleroy-sur-Drôme.

## Histoire
L'édifice est édifié en 1778 plus précisément de 1739 à cette date par la famille Letellier.
Un parc est créé au XIXe siècle. Le domaine est mis en vente en 1810. Il est acquis par le général de Préval puis revendu en 1832. Le nouveau propriétaire vendit 800 ha du parc. En 1869 le Prince Raymond de Broglie (1826–1914) acheta Vaubadon. Le propriétaire actuel est son petit-fils Amaury de Broglie.
L'édifice est inscrit au titre des monuments historiques le 14 mars 2012 en particulier les éléments suivants : les façades et les toitures du château, le parc du château
.